# 旺角維景酒店

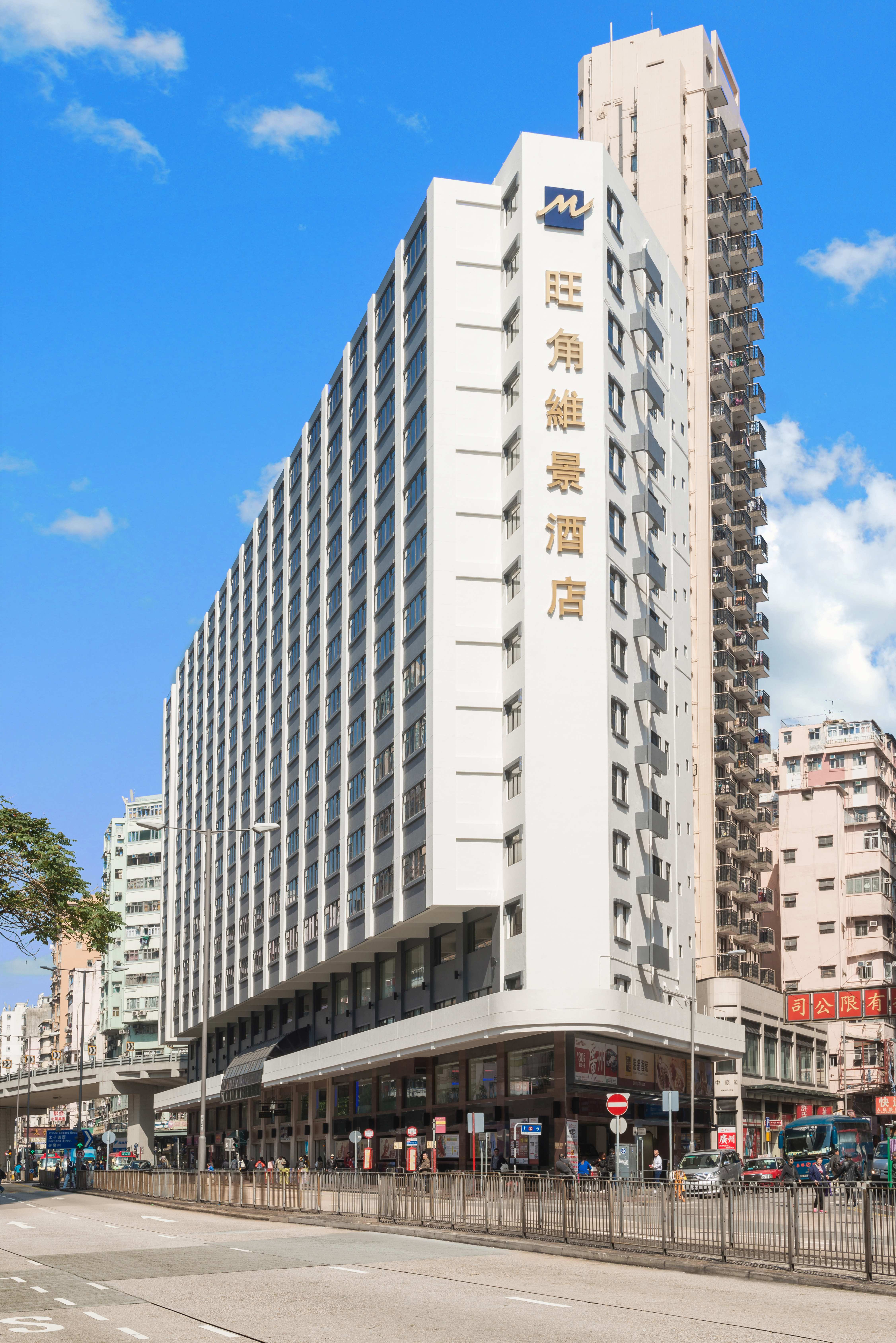
旺角維景酒店外貌

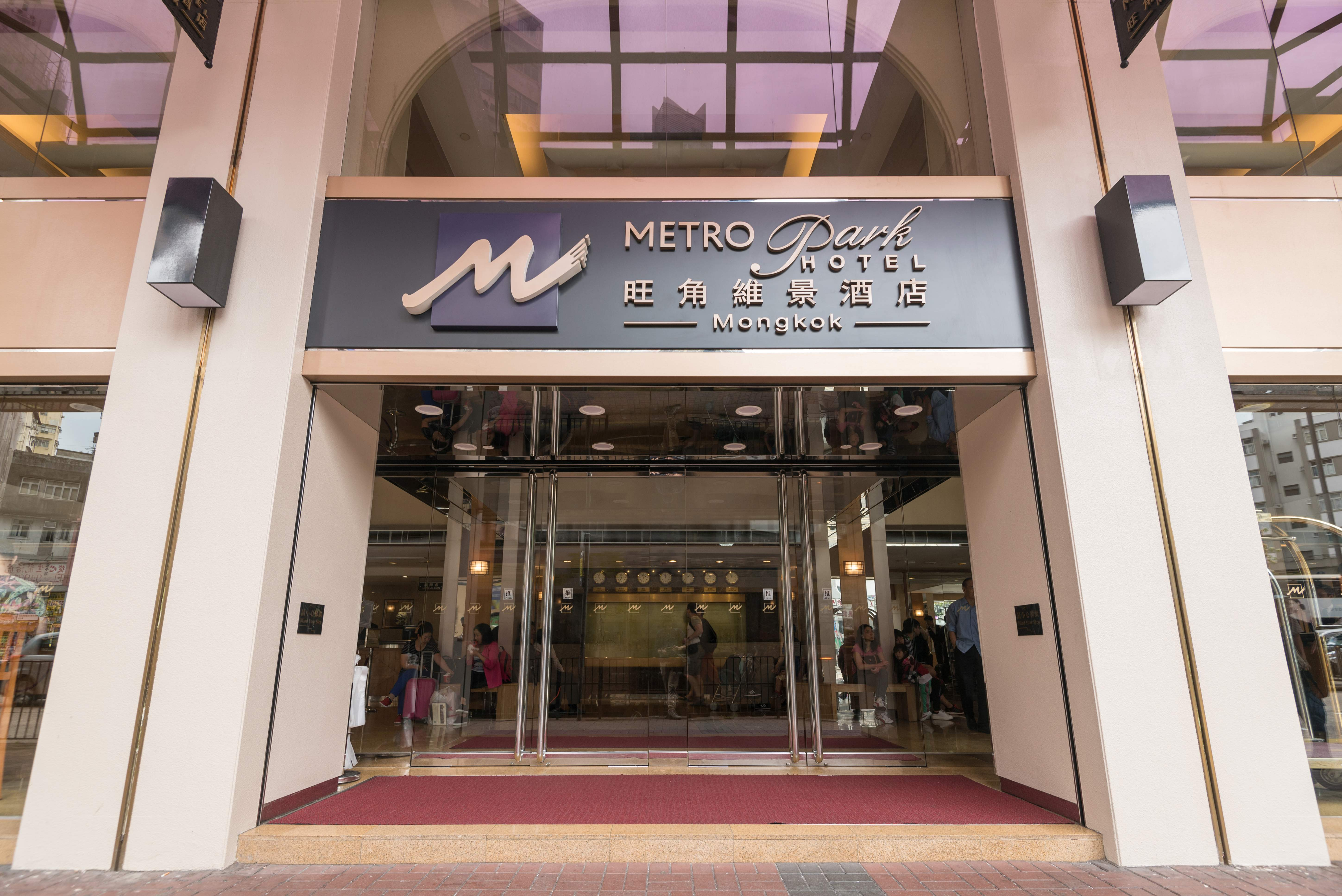
酒店入口

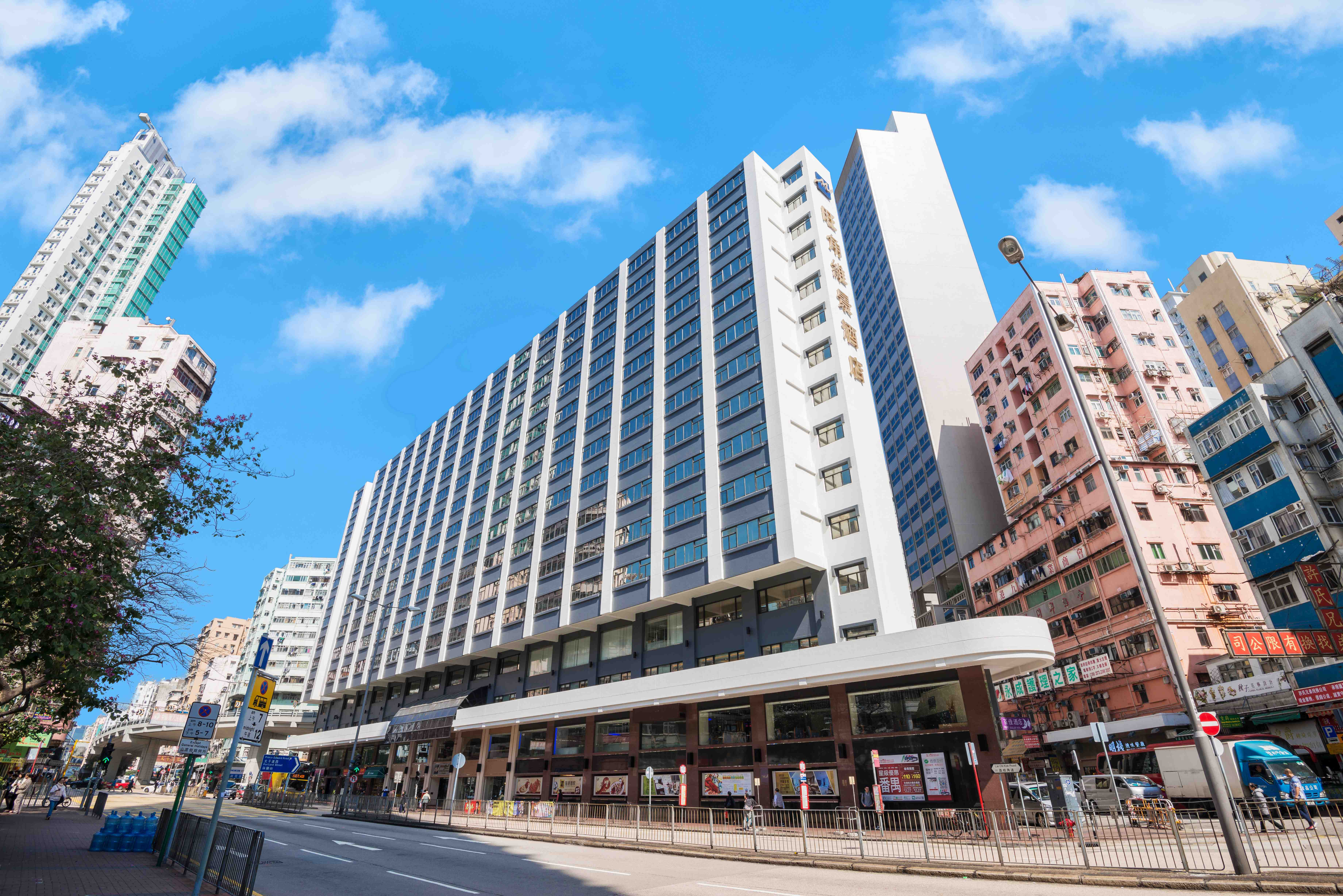
旺角維景酒店

旺角維景酒店（英語：Metropark Hotel Mongkok），是一間4星級酒店，樓高13層，共430間客房，於2016年全部重新裝修並完成外牆翻新工程。酒店位處於香港九龍旺角荔枝角道22號，毗鄰旺角彌敦道始創中心以西，距離港鐵太子站C2出口約1分鐘步行距離，鄰近各式娛樂、餐飲、購物及觀光熱點。
旺角維景酒店由香港中旅集團旗下的維景國際酒店管理有限公司所管理，其前身為1990年開業的「京港酒店」（Hotel Concourse），後被香港中旅維景國際酒店管理有限公司收購並改至現名。其所在建築物原為東興大廈，在1968年落成，曾是主要售賣台灣物產的百貨公司，其地下有以售賣金魚聞名的百誠商場，後被改建成酒店。
旺角維景酒店地下的酒店停車場為砵蘭街的一段，該段地鋪有多家中港跨境客運公司設置售票處及直通車客車車站，主要提供來往皇崗、深圳灣口岸、廣州及其他廣東大城市的24小時跨境旅遊巴服務。

## 酒店餐飲
- 雅敍閣西餐廳
- 知己酒吧
- 逸派咖啡

## 酒店設施
- 健身室
- 免費無線上網服務
- 24小時當值顧客服務經理
- 禮賓服務
- 外幣兌換
- 郵遞服務
- 旅遊安排
- 豪華轎車接送服務
- 客衣洗熨服務
- 客房個人保險箱

## 一層4人感染新冠肺炎事件
2020年9月2日，衞生署公布酒店內有兩名住客確診新型冠狀病毒肺炎，其中一名87歲男患者在同日死亡，遺體送到殮房後驗屍才確診。到同月4日再新增一宗確診及一宗初步確診個案，4人都住同一層。衞生署衞生防護中心張竹君認為該樓層其他住戶有可能受感染，表示會派樣本樽予酒店所有住客，並進行病毒檢測。到晚上，8名住客及30多名工作人員登上政府專車前往檢疫中心接受隔離14日，他們都有穿上保護衣。而部分住客已提早退房。

## 鄰近觀光及購物熱點
- 砵蘭街
- 太子道西
- 荔枝角道
- 雅蘭街
- 上海街
- 大南街
- 花園街（波鞋街）
- 女人街
- 金魚街
- 旺角花墟
- 朗豪坊
- 新世紀廣場
- 聯合廣場
- 旺角中心

## 參看
- 香港酒店列表
- 香港灣仔維景酒店
- 香港九龍維景酒店
- 紅磡維景酒店
- 香港銅鑼灣維景酒店
- 澳門維景酒店
- 香港中旅集團

## 外部連結
- 旺角維景酒店官方網站 （页面存档备份，存于）
- 旺角維景酒店外觀影片 （页面存档备份，存于）

22°19′24″N 114°10′03″E / 22.3233799°N 114.1674951°E
1. ↑  荔枝角道太子道交界 東興大廈月底入伙 本月底前訂有優待租值辦法. 工商晚報. 1968-04-21. 第四頁.
2. ↑  . 明報. 2020-09-03  [2020-09-05]. （原始内容存档于2020-12-10）.
3. ↑  . 頭條日報. 2020-09-04  [2020-09-05]. （原始内容存档于2020-12-10）.
4. ↑  . 香港01. 2020-09-04  [2020-09-05]. （原始内容存档于2020-12-10）.